# Puits de sel

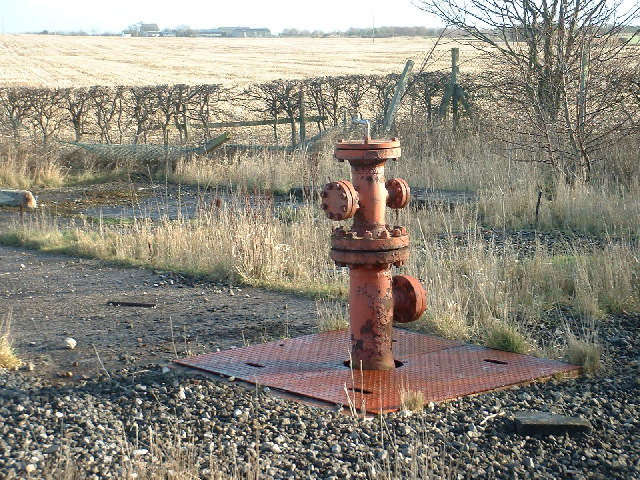
Tête de puits de saumure près de Preesall, Angleterre

Un puits de sel (ou puits de saumure) est un puits utilisé pour extraire le sel de cavités souterraines ou de gisements. L'eau est utilisée comme solvant pour dissoudre les dépôts de sel ou de halite afin de les extraire par canalisation vers un processus d'évaporation, produisant ainsi une saumure ou un produit sec destiné à la vente ou à l'utilisation locale. Aux États-Unis, au XIXe siècle, les puits de sel représentaient une source de revenus importante pour les exploitants et le gouvernement. La localisation des gisements de sel souterrains reposait généralement sur l'emplacement des sources d'eau salée existantes.
Dans les zones montagneuses, une technique similaire, appelée sink works (en) (terme emprunté à l'allemand Sinkwerk), est employée.

## Histoire
Les Chinois utilisent des puits de saumure et une forme d'extraction de solution saline depuis plus de 2 000 ans. Le premier puits de sel recensé en Chine a été creusé dans la province du Sichuan il y a environ 2 250 ans. C'était la première fois que la technologie des puits d'eau anciens était appliquée avec succès à l'exploitation du sel, et cela a marqué le début de l'industrie du forage du sel au Sichuan. Des puits de mine ont été creusés dès 220 av. J.-C. dans les provinces du Sichuan et du Yunnan. En 1035 apr. J.-C., les Chinois de la région du Sichuan utilisaient le forage à percussion pour récupérer des saumures profondes, une technique qui ne serait introduite en Occident que 600 à 800 ans plus tard. Les voyageurs européens médiévaux et modernes en Chine entre 1400 et 1700 apr. J.-C. ont signalé une production de sel et de gaz naturel à partir de réseaux denses de puits de saumure. Des preuves archéologiques des outils de forage du sel utilisés sous la dynastie Song sont conservées et exposées au musée du sel (en) de Zigong. De nombreux puits ont été creusés à plus de 450 m de profondeur, et au moins un puits mesurait plus de 1 000 mètres. Le voyageur vénitien médiéval en Chine, Marco Polo, a signalé une production annuelle de plus de 30 000 tonnes de saumure dans une seule province pendant son séjour là-bas. Selon Salt: A World History, un puits de la dynastie Qing, également à Zigong, « descendait jusqu'à 3 300 pieds (1 000 m) ce qui en fait à l'époque le puits foré le plus profond du monde ».